# Wormaldia insignis
Wormaldia insignis är en nattsländeart som först beskrevs av Martynov 1912.  Wormaldia insignis ingår i släktet Wormaldia och familjen stengömmenattsländor. Inga underarter finns listade i Catalogue of Life.